# Il ritorno di Casanova (film 1980)
Il ritorno di Casanova è un film del 1980, diretto da  Pasquale Festa Campanile.

## Trama
Ispirato all'omonimo racconto di Arthur Schnitzler, il film narra delle vicende di Giacomo Casanova.